# Mézières-sur-Ponthouin
Mézières-sur-Ponthouin es una comuna francesa situada en el departamento de Sarthe, en la región de Países del Loira.

## Demografía
| 871 | 861 | 690 | 631 | 598 | 576 | 732 |
| Para los censos de 1962 a 1999 la población legal corresponde a la población sin duplicidades (Fuente: INSEE [Consultar]) |     |     |     |     |     |     |